# 日本の鉄道車両検査
日本の鉄道車両検査（にほんのてつどうしゃりょうけんさ）では、日本の鉄道事業者による鉄道車両の検査（点検や整備）について説明する。鉄道車両検査は、故障による運休や鉄道事故を防いで安全に運行するために保線と並んで重要であり、法令で実施が義務付けられている。主に車両基地（車庫）やその中に設けられている車両工場で行なわれ、車両に対する外側のチェックから、いったん分解しての全般検査まで、規模や周期は様々である。

## 省令と告示
日本の鉄道車両検査の法的な背景について以下に説明する。国土交通省の「鉄道に関する技術上の基準を定める省令」（平成十三年十二月二十五日国土交通省令第百五十一号）の第89条及び第90条では次のように定められている。
さらに上記の省令と同時に告示の『施設及び車両の定期検査に関する告示』（国土交通省告示第千七百八十六号）が通達され、告示第5条で車両の検査項目や間隔などの大筋の内容が定められている。これらの省令と告示に従い、各鉄道事業者が鉄道車両の検査の詳細で具体的な内容を定め、国へ届け出ることになっている。
2002年（平成14年）以前までは『鉄道車両運転規則』『新幹線運転規則』などの省令に従って検査が定められていた。これらの旧省令では、「仕様規定」と呼ばれるような車両の使用実態とは無関係に検査内容や検査周期を画一的に定める内容となっており、各鉄道事業者が実情に合わせて個別に検査基準を定めることができなかった。2002年の省令・告示では、技術の進歩や経済・社会のグローバル化に柔軟に対応できることを目的にして、車両が満たすべき機能が保持されていれば良しとする「性能規定」の考え方を盛り込んだ内容となった。これにより、2002年の告示では従来の検査周期も定められているが、一方で「ただし、耐摩耗性、耐久性等を有し、機能が別表の下欄に掲げる期間以上に確保される車両の部位にあっては、この限りでない。」とされ、安全性が確認されれば機器毎に検査周期を各鉄道事業者が定めることができる。後述の東日本旅客鉄道（JR東日本）の新保全体系と呼ばれる検査体系は、このような省令の変遷によって許容されるようになった。

## 検査の種類
国土交通省告示『施設及び車両の定期検査に関する告示』では、
- 状態・機能検査：車両の状態及び機能についての定期検査
- 重要部検査：車両の動力発生装置、走行装置、ブレーキ装置その他の重要な装置の主要部分についての定期検査
- 全般検査：車両全般についての定期検査

以上の3つが検査の種類として定められている。さらに、新幹線、新幹線以外の電車、貨車、ディーゼル機関車などのような鉄道車両の種類別に、これら3つの検査における検査周期を定めている。なお2001年12月の鉄道運転規則廃止にともない設定した国土交通省の省令では事業者自らが検査体系を独自に定めることができるようになった。これにより重要部検査は新重要部検査として簡素化する事業者が増えたほか、JR東日本の新保全体系やJR西日本の車体検査体系のように大きく異なる体系を設定している事業者もある。
重要部検査や全般検査に関しては多くが工場で実施されるため、車両の改造工事と同時に行われることもある。また車両を廃車とする場合は、タイミングを検査期限の直前に合わせることが多い。

### 列車検査（仕業検査）

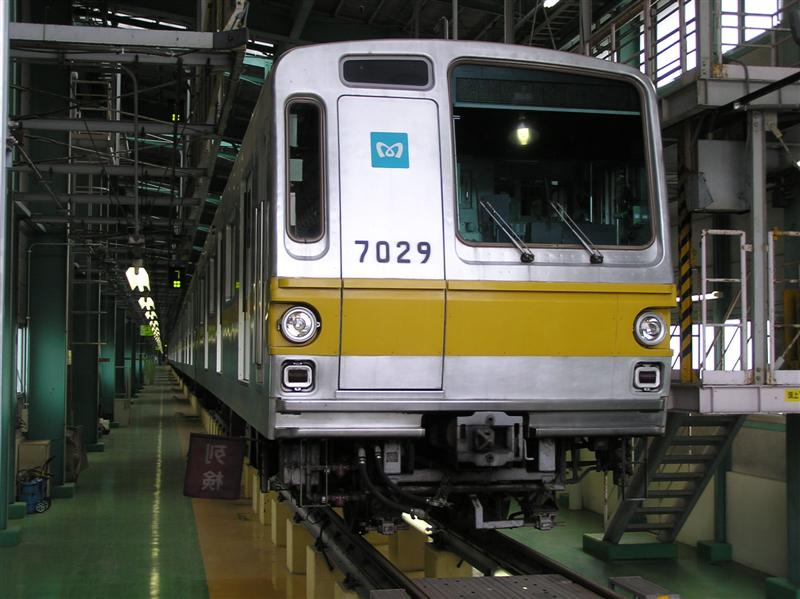
列車検査が行われる検車区検車庫の様子（東京メトロ新木場検車区検車庫）

「列車検査」（れっしゃけんさ）は、おおむね数日毎の短い周期で行なわれる検査で、特に運転に必要不可欠な装置とされる集電装置、台車、ブレーキなどの点検を、車両を運用から外さずに行う検査である。対象機器類の状態確認と動作確認、必要に応じて消耗品の交換が行われる。「列検」などと略される。国土交通省令第八十九条における「列車の検査」に相当する。
事業者によっては「仕業検査」（しぎょうけんさ）とも呼び、その場合は「仕業検」と略される。
交換される消耗品としては、ブレーキの制輪子や集電装置のスリ板、室内灯などがある 。検査周期は事業者によって異なり、新幹線車両では48時間毎に実施される。東京メトロやJR西日本などでは10日程度毎、北海道旅客鉄道（JR北海道）などでは6日毎で列車検査を実施している。

### 月検査（交番検査）
「月検査」（つきけんさ、げつけんさ）は、仕業検査より長期検査周期で行われるもので、仕業検査と同じく車両を分解せずに在姿状態で行われる検査だが、より詳細な検査を行われる。由来は1985年まで日本国有鉄道（国鉄）の当検査は30日以内に行うと日本国有鉄道運転規則で定められていたため。「月検」とも略する。国土交通省告示においては、「状態・機能検査」に相当する検査となる。このレベルの検査までは1日程度で終了し、車両の日常の運用・管理を行う車両基地で行うことが多い。
事業者によっては「交番検査」（こうばんけんさ）とも呼び、その場合は「交検」などと略される。
各機器のカバーを外して、内部の状態や機器の動作確認だけでなく、主回路で絶縁不良が起きていないかなどの試験装置を用いたより詳細な試験が行われる。車輪の踏面形状を確認して、正規形状からの逸脱が大きい場合は、研削機で正規形状に削り直すこと（車輪転削）も行われる。新幹線では、輪軸の探傷試験なども行われる。
内燃機関車の場合は2段階に分別される。「交番検査A」では90日以内又は走行距離2.5万キロメートル以内（JR西日本の内燃機関車。JR貨物は後述）に、「交番検査B」では18か月以内又は走行距離12.5万キロメートル以内で行われる。
蒸気機関車（SL）の場合は、通常の交番検査以外に、交番検査の隔回に「無火検査」と呼ばれる検査も行われる。無火検査では、通常の交番検査内容に加えて、ボイラーの火を消して、火室内部に留まった水垢や、煙管に溜まったすすの掃除を実施する作業が行われる。
国土交通省告示第5条の「状態・機能検査」として定められた最大検査周期は以下のとおりである。
| 車両の種類 | 経過月・日数による期間 | 走行距離による期間 |
| --- | ---------------------- | ------------------ |
| 無軌条電車 | 1か月                  | -                  |
| 新幹線電車 | 30日                   | 3万キロメートル    |
| 蒸気機関車 | 40日                   | -                  |
| 新幹線の貨車 | 90日                   | -                  |
| 電車及び貨車以外の新幹線車両 | 90日                   | -                  |
| 貨車 | 3か月                  | -                  |
| 懸垂式鉄道、跨座式鉄道、案内軌条式鉄道の電車 | 3か月                  | -                  |
| 内燃機関車及び内燃動車 | 3か月                  | -                  |
| 新幹線以外の電車 | 3か月                  | -                  |
| - 機関車、旅客車、貨車などの特殊車以外の車種のみを示す。告示では特殊車についても定められているが、ここでは省略した。 - 経過月・日数による期間以外に走行距離による期間が定められている場合は、いづかれかを超えない期間とされる。 - 長期間運用から外される場合の車両については別規定がある。 - 出典：国土交通省告示第千七百八十六号、別表（第5条関係） |                        |                    |

### 重要部検査・台車検査

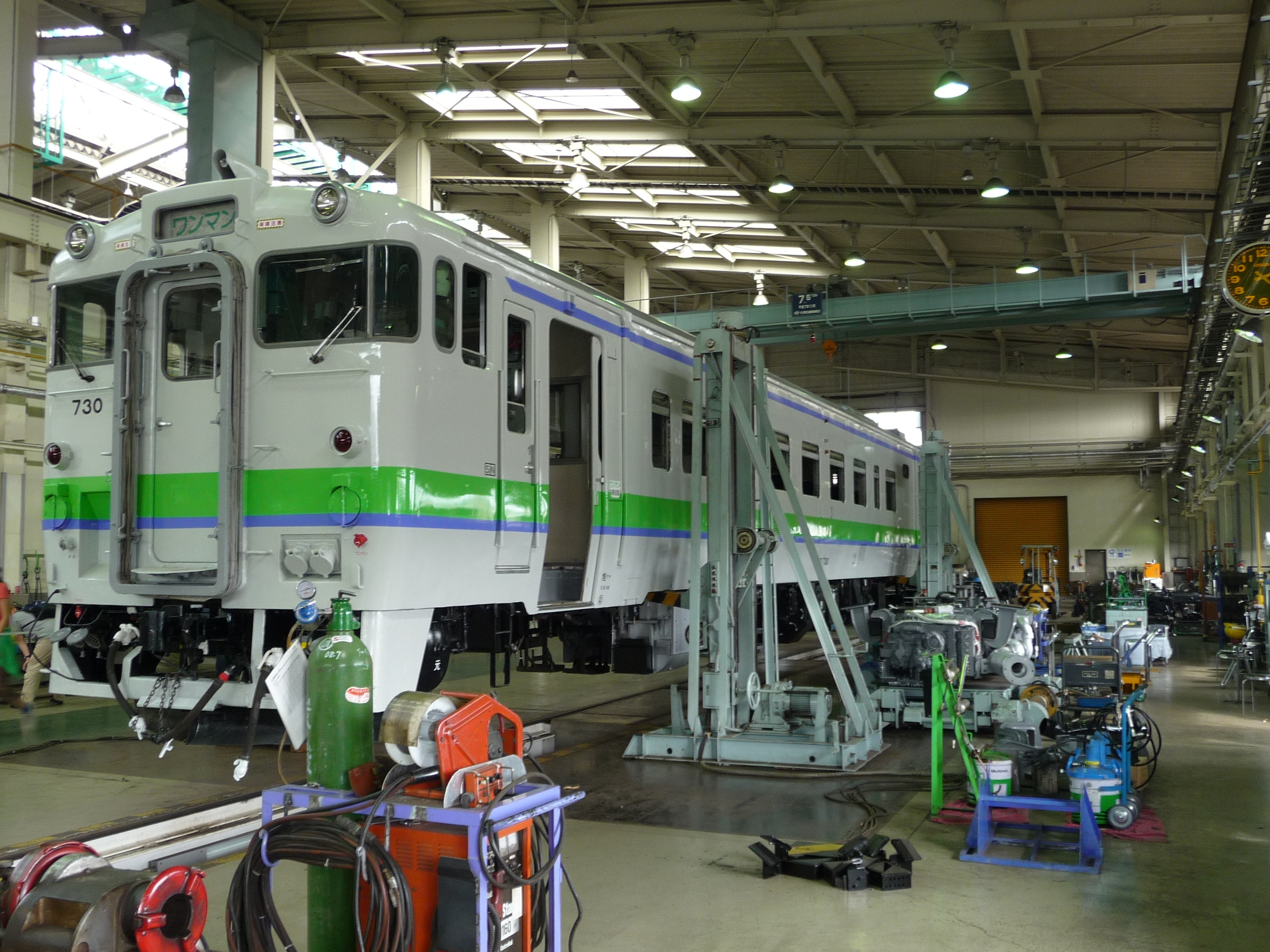
重要部検査の例、車体と台車を切り離してある。画像は、釧路運輸車両所で検査されている、旭川運転所所属のキハ40形の様子。

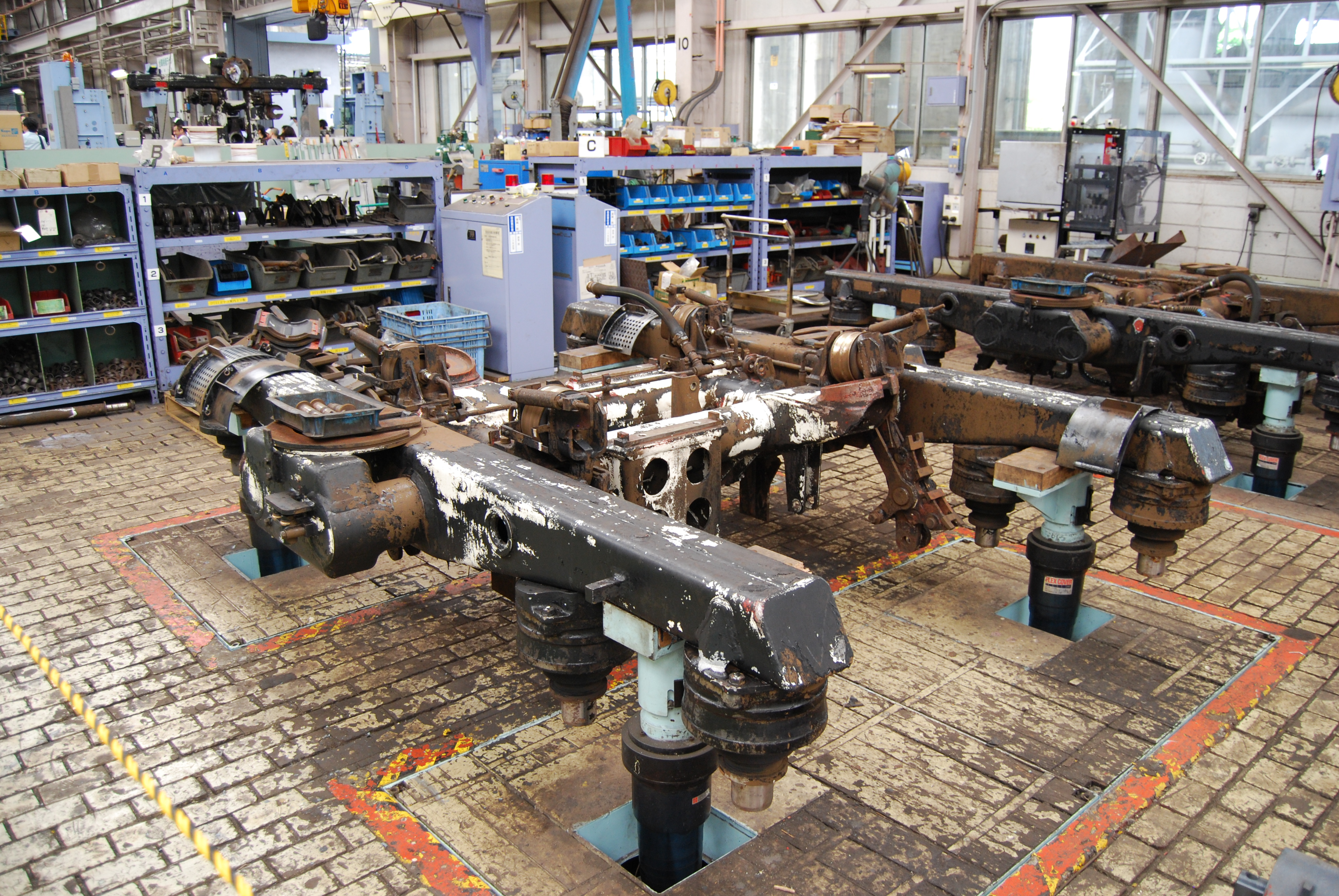
全般検査又は重要部検査中の台車、モーターとブレーキ装置と車輪が取り外されている。

「重要部検査」（じゅうようぶけんさ）とは、走行や安全に直結する、ブレーキ装置・主電動機・駆動装置などを取り外し、分解・検査・整備を行うことで、略して「要検」「重検」とも言われる。この際、内外の再塗装など、車両のリフレッシュ等も同時に行われることも多い。このレベルの検査になると車体と台車を切り離すため、通常の運用を離脱して、設備の整った整備工場（社によっては車両所、検車センターなどの呼称もある）へ回送されて点検・整備が行われることになる。期間は編成両数にもよるが、東京周辺の通勤電車の場合でおおよそ1 - 3週間程度を要する。
新幹線車両や電気機関車における、重要部検査と同等のものは「台車検査」（台検）と呼ばれる。新幹線車両の場合は前回の検査（全般検査もしくは台車検査）から18か月以内又は走行距離60万キロメートル以内に行わねばならない。通常は台車のみを検査し、およそ1日で運用に復帰することが多い。これによって走れない状態の車両を増やさずに運用効率を上げている。電気機関車の場合は2段階に分別され、「台車検査A」は18か月以内又は走行距離20万キロメートル以内に、「台車検査B」は36か月以内又は走行距離40万キロメートル以内に行う。
蒸気機関車の場合は「中間検査」という名義になり、2段階に分別される。「中間検査A」では、所属所内にて大まかな点検を実施し、現在はおよそ1ヶ月ないし2ヶ月ほどの時間を要する。「中間検査B」では後述の「全般検査」を行う工場に運び込み、中間検査Aよりも更に細部まで調べる大掛かりな検査となり、3ヶ月前後の時間を要する。
一般的な電車では、後述の全般検査の周期が重要部検査の周期の2倍であることから、それぞれの検査が交互に行われるため、事業者によっては検査工程の平均化などを目的に、一度の入場時に編成を二分したうえで半分を重要部検査・もう半分を全般検査とする検査体制がとられている場合もある。
国土交通省告示第5条の「重要部検査」として定められた最大検査周期は以下のとおりである。
| 車両の種類 | 経過年・月数による期間      | 走行距離による期間                            |
| --- | --------------------------- | --------------------------------------------- |
| 無軌条電車 | 1年                         | -                                             |
| 蒸気機関車 | 1年                         | -                                             |
| 新幹線電車 | 1年6か月（2年6か月表内注1） | 60万 キロメートル（45万 キロメートル表内注1） |
| 貨車 | 2年6か月                    | -                                             |
| 新幹線の貨車 | 2年6か月                    | -                                             |
| 電車及び貨車以外の新幹線車両 | 3年                         | 25万 キロメートル                             |
| 懸垂式鉄道、跨座式鉄道、案内軌条式鉄道の電車 | 4年                         | -                                             |
| 内燃機関車及び内燃動車 | 4年                         | 50万 キロメートル（25万 キロメートル表内注2） |
| 新幹線以外の車両 | 4年                         | 60万 キロメートル                             |
| - 機関車、旅客車、貨車などの特殊車以外の車種のみを示す。告示では特殊車についても定められているが、ここでは省略した。 - 経過月・日数による期間以外に走行距離による期間が定められている場合は、いずれかを超えない期間とされる。どちらを適用するかは、車両や走行区間などによって異なる。 - 長期間運用から外される場合の車両については別規定がある。 - 表内注1：主回路制御方式がタップ切替式の車両。 - 表内注2：予燃焼室式の内燃機関又はクラッチが乾式である変速機を有する車両。 - 出典：国土交通省告示第千七百八十六号、別表（第5条関係） |                             |                                               |

### 全般検査

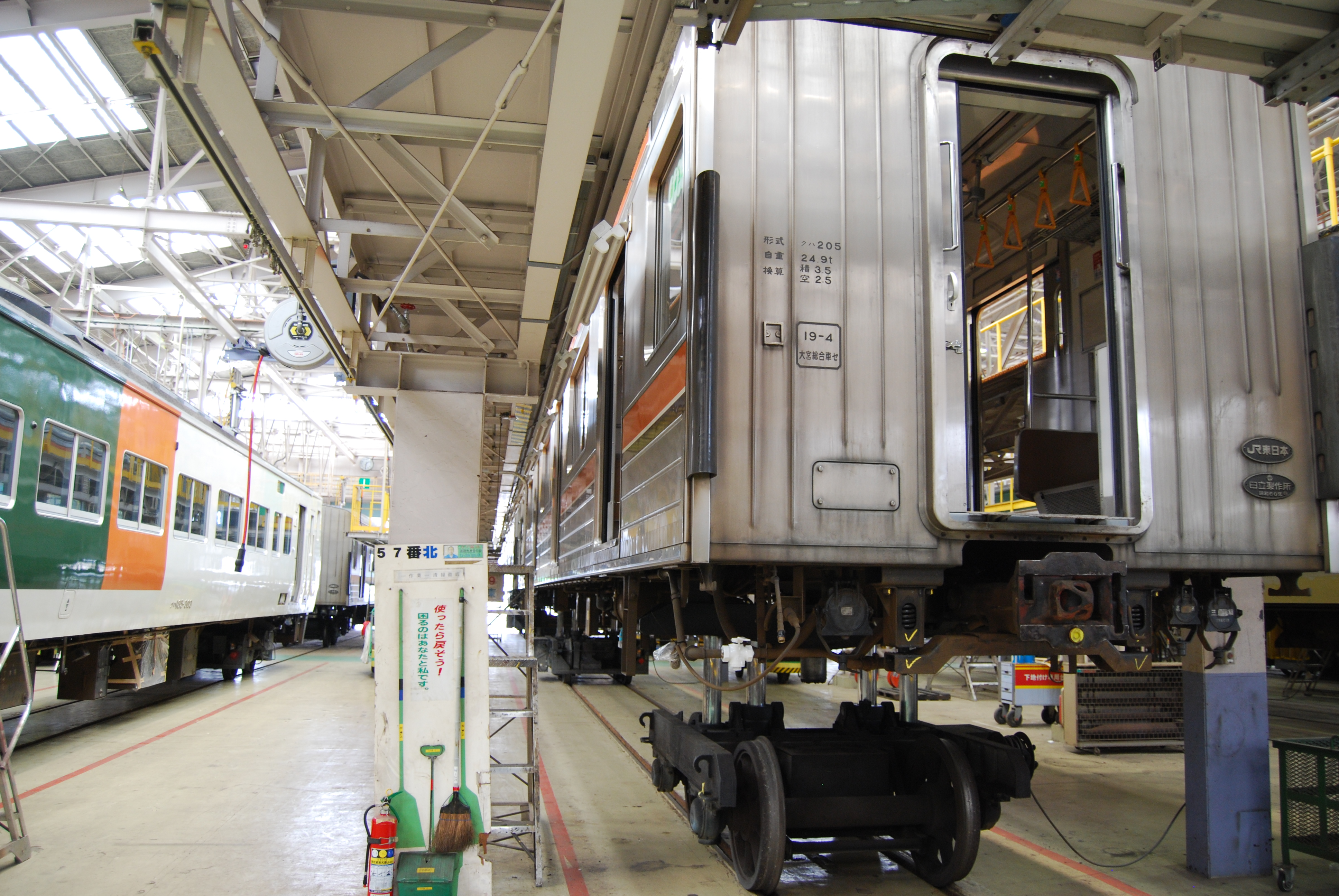
全般検査中の車両、仮台車を履きジャッキアップされている。

「全般検査」（ぜんぱんけんさ）とは、車両の主要部分やすべての機器類を取り外し、全般にわたり細部まで検査を行うことで、略して「全検」とも呼ばれる。定期検査としては最も大掛かりなもので、車体の修繕と台車や機器類などの分解・検査・整備のほか、車体の再塗装などや内装のリフレッシュ等も同時に行い、ほぼ新車の状態にする（いわゆるオーバーホール）。期間は編成両数にもよるが、東京周辺の通勤電車の場合でおよそ10日 - 1か月程度要する。蒸気機関車の場合、現在は半年近くの時間を要することがほとんどである。
検査周期（検査のサイクル）は、設計・製造年次の古い車両（旧形車）や新幹線など高速運転を行う車両では短縮されることがある。逆に、イベント用など使用頻度の少ない（または走行距離が極端に短い）車両の場合、一時的に休止扱いにして検査時期の期間を引延ばすことも行われている（後述の「検査期限の延長」を参照）。
国土交通省告示第5条の「全般検査」として定められた最大検査周期は以下のとおりである。
| 車両の種類 | 経過年・月数による期間 | 走行距離による期間                           |
| --- | ---------------------- | -------------------------------------------- |
| 無軌条電車 | 3年                    | -                                            |
| 新幹線電車 | 3年（4年表内注1）      | 120万キロメートル（90万キロメートル表内注2） |
| 蒸気機関車 | 4年                    | -                                            |
| 貨車 | 5年                    | -                                            |
| 新幹線の貨車 | 5年                    | -                                            |
| 電車及び貨車以外の新幹線車両 | 6年                    | -                                            |
| 懸垂式鉄道、跨座式鉄道、案内軌条式鉄道の電車 | 8年                    | -                                            |
| 内燃機関車及び内燃動車 | 8年                    | -                                            |
| 新幹線以外の車両 | 8年                    | -                                            |
| - 機関車、旅客車、貨物車などの特殊車以外の車種のみを示す。告示では特殊車についても定められているが、ここでは省略した。 - 経過月・日数による期間以外に走行距離による期間が定められている場合は、いずれかを超えない期間とされる。 - 長期間運用から外される場合の車両については別規定がある。 - 表内注1：車両新製から最初の検査に対するもの。 - 表内注2：主回路制御方式がタップ切替式の車両（現在在籍車なし）。 - 出典：国土交通省告示第千七百八十六号、別表（第5条関係） |                        |                                              |

### 臨時検査
「臨時検査」とは、新車や中古車を購入した場合、車両を改造した場合、故障や事故などによる損傷を修理した場合にその都度必要に応じて検査するもの。

#### 検査の簡略化または周期の延伸
JR貨物では、国鉄から継承した電気機関車・ディーゼル機関車（従来形式）では国鉄時代に制定した検査体系を行っている。ただし、JR貨物発足後に製造した電気機関車（EF200形以降）・ディーゼル機関車（DF200形）では新形式に応じた検査体系を実施している。
|            | 従来形式（国鉄時代製造）                  | 従来形式（国鉄時代製造）                             | 新形式（JR貨物製造）            | 新形式（JR貨物製造）                           |
| ---------- | ----------------------------------------- | ---------------------------------------------------- | ------------------------------- | ---------------------------------------------- |
| 電気機関車 | ディーゼル機関車                          | 電気機関車                                           | ディーゼル機関車                |                                                |
| 仕業検査   | 72時間以内                                | 72時間以内                                           | 240時間以内                     | 96時間以内                                     |
| 交番検査   | 90日以内                                  | 90日以内                                             | 90日以内                        | 90日以内                                       |
| 重要部検査 | 台車検査A 18か月又は 20万キロメートル以内 | 第1/第3交番検査B 18か月または 12.5万キロメートル以内 | 48か月又は 60万キロメートル以内 | 機関重要部検査 48か月又は 25万キロメートル以内 |
| 重要部検査 | 台車検査B 36か月又は 40万キロメートル以内 | 第2交番検査B 36か月または 25万キロメートル以内       | 48か月又は 60万キロメートル以内 | 重要部検査 48か月又は 50万キロメートル以内     |
| 全般検査   | 72か月以内                                | 72か月又は 50万キロメートル以内                      | 96か月以内                      | 96か月又は 100万キロメートル以内               |

1. ↑  96時間以内から大きく延伸された。
2. ↑  従来形式のディーゼル機関車では交番検査Aと呼称。

一部の私鉄では、無接点化・機械可動部分を削除した装置や特別な台車を装備する車両を対象に、重要部検査を簡略化した「新重要部検査」に切替えて実施している。「新重検」などとも略される。多くは月検査レベルの機能検査となり、車両基地で在姿状態のまま実施される。期間は月検査より長くなる傾向にあるが、概ね数日で終了する。
JR東海においては、2022年（令和4年）4月から新幹線のN700Sを対象に、台車検査と全般検査の検査周期の延長を実施している。将来はN700Aにも適用する予定。2024年（令和6年）4月からは313系以降に新製した在来線電車を対象に、重要部検査と全般検査の検査周期の延伸を実施している。

## 検査期限の延長
国土交通省の告示では第5条において最大検査周期（検査期限）が定められているが、第6条の特例において、使用を休止（休車）した上で強度や機能の低下を防止する処置を行った車両に限り、以下の期間を限度に期限を延長できる（検査周期の計算に算入しない）ものとしている。
- 状態・機能検査：2か月（蒸気機関車は40日）
- 重要部検査：2年（蒸気機関車は1年）
- 全般検査：4年

第6条ではこのほか、現に使用を休止している車両や、特別の事由により検査を行うことができない車両も、それらの事由が終了するまで検査を延期できるとしている。
日本国内で稼働している動態保存の蒸気機関車は、各事業者の判断でこの特例を応用して、使用を週末のみに限定し次の週末までの平日期間中に休車措置をとって検査期限の延長を図り、検査時に必要な費用の確保に努める傾向がある。その一例として、JR東日本の蒸気機関車C57形180号機は、1999年（平成11年）3月に動態復元された後、2006年（平成18年）11月の入場までの間は一度も全般検査を実施していない（その後も2007年（平成19年）4月出場から2014年（平成26年）10月入場まで、また2015年（平成27年）6月出場から2022年（令和4年）11月入場までと、同様の間隔で次の全般検査のサイクルを経ている）。ただし、蒸気機関車の状態や使用頻度によっては検査周期を適宜に早める場合があり、D51形498号機がこれに当たる。一方、JR西日本のC57形1号機及びD51形200号機は、山口線での運行時に性能を最大限に発揮させるために、この2両のみ、規定通りの周期で各検査を実施している。また、大井川鐵道が保有している蒸気機関車についても、ほぼ毎日稼働している状況であるため、規定通りのサイクルでの各検査実施となっている。
国鉄でも無煙化計画の末期に、廃車が進んで残り少なくなった状態の良い蒸気機関車で所要両数を確保し、かつ検査費用を抑えつつ広域に転属配置するため、第一種休車（一休）にして検査期間を伸ばす（継続検査を受けずに延命する）ことが全国で行われていた。

## 新しい検査体系
JR東日本では近年の車両の技術向上を反映した「メンテナンスフリー」を図れる車両が開発されたことで、新しい検査体系の構築について検討を進めてきており、国土交通省に対して新しい検査体系の運用について制定できるよう技術基準の改定について提案をしてきた 。
これを受け、2002年3月に施行された「鉄道に関する技術上の基準を定める省令」において、新しい技術の導入による耐磨耗性や耐久性に優れ、これが定められた機能以上に確保される車両の部位は、鉄道事業者自身が客観的に安全性を証明することができれば独自の検査体系を導入することが可能となった。

### JR東日本の新保全体系
これを受け、JR東日本では2002年4月1日から209系以降の新系列電車を対象に新保全体系（しんほぜんたいけい）を導入した。
従来からの「要部検査・全般検査」といった検査体系は、車両や機器の性能が向上したにもかかわらず、一定の検査周期を定めたものである。そのため、信頼性・耐久性が向上した機器を採用して検査の省略や検査周期が延長可能な場合であっても、一定の期間ごとに決められた検査を実施することになり、言い方を変えれば過剰な検査を実施することにもなっていた 。
これに対して新保全体系では、各機器ごとに耐摩耗性や耐久性を十分に検証した上で、各機器ごとに最適な検査周期で検査を行うものであり、安全性を確保した上での効率的な検査体系となっている。
下記にJR東日本の新保全体系実施開始時点の対象車両を記載する。
通勤形電車・近郊形電車・一般形電車
- 209系・E217系
- E501系・E231系
- 701系・E127系
- E531系・E233系[35]

特急形電車
- 255系・E257系
- E653系・E751系

### 導入にあたって
JR東日本では1993年（平成5年）初頭より、従来の車両の概念を大幅に変える「新系列車両」として209系の量産新製を開始した。同系列はトータルライフサイクルコストの低減と車両の大幅な軽量化による省エネルギー化、さらには部品毎に寿命を考慮して最適なメンテナンスができる設計を採用した。
同系列の走行機器には三相誘導電動機を使用したVVVFインバータ制御、補助電源にはSIVの採用など電子機器を導入することで有接点機器と損耗部品の減少を図り、台車には構造の簡素化や損耗部品を減少させたボルスタレス台車を採用している。特に車両の状態監視には多機能型モニタ装置を導入することでメンテナンス作業量の大幅な削減を可能としている。これらの技術は、将来的に従来の検査体系を大幅に簡略化した「新保全体系」を導入することを考慮して設計したものである。
その後、実際に新保全体系を実施にあたっては、このような検査体系の実施に前例がないため、事前に209系2編成（走行距離約120万 キロメートル・新製から約7.5年）に対して精密な解体検査を実施して経年による機器の状態や寿命の予測等の検証を行った。
検証の結果、各機器の適正な検査周期を割出す事ができたが、各機器に必要な検査周期は下記の通りバラバラであり、各検査時に全ての検査をすることは手間がかかり無駄であるため、検査を迎える各機器ごとにグループ化（検査の必要な機器だけ検査をする）することで検査効率を向上させる方式とした。
各機器の検査を必要とする寿命
- 車輪 120万 キロメートル （120万キロメートル毎に検査を実施）
- 車軸軸受 180万 キロメートル（120万キロメートル毎に検査を実施）
- 主電動機（軸受） 180万 キロメートル以上（120万キロメートル毎に検査を実施）
- VVVF制御装置 240万 キロメートル（120万キロメートル毎に検査を実施）
- 空制弁類 120万 キロメートル以上（120万キロメートル毎に検査を実施）
- 車体屋根 240万 キロメートル（240万キロメートル毎に検査を実施）
- 冷房装置 60万 キロメートル以上（60万キロメートル毎に検査を実施）

60万 キロメートルの寿命の機器は指定保全で検査を、120万 キロメートルの寿命の機器は装置保全で、240万キロメートルの寿命の機器は車体保全で検査を実施する。これは従来の検査体系（要部検査・走行距離60万キロメートル又は4年以内、全般検査・走行距離240万 キロメートル以内又は8年以内）からの移行も考慮して走行距離60万キロメートル毎に各検査周期を定めたものである 。
以降に述べる保全内容はJR東日本を基本として記載したものであり、同様の保全体系を実施している他社では一部異なる場合もある。

### 検査の種類（JR東日本）
各保全は走行距離毎に検査を指定しており、このうち機能保全は各車両センター（電車区）にて実施する。指定保全より上の保全は各総合車両センターで実施され、基本的には指定保全→装置保全→指定保全→車体保全→指定保全→装置保全…といった順で行われる。
なお、一部車両においては以下に記載の検査周期から変更されている（「#検査周期延伸」参照）。

#### 機能保全
従来の交番検査に相当するもので、検査内容の違いで90日以内に実施する「機能保全（月）」と360日以内に実施する「機能保全（年）」がある。
「機能保全（月）」の場合には車両のモニタ装置の自己診断機能を使用した機能確認を中心とする軽微な検査で、「機能保全（年）」の場合には従来の交番検査とほぼ同じ検査となる。ただし、台車やドア関係の機器など重要なものは各機能保全毎に実施をしている。

#### 指定保全
走行距離60万 キロメートル毎（概ね2.5 - 4.5年程度毎）に実施する保全で、パンタグラフや冷房装置など指定した装置の解体検査（分解検査）と在姿状態での機能確認検査を行う。JR東日本の場合、入場から出場までは最短で5日程度となる。主な内容は以下の通り。
- パンタグラフの取り替え
- 冷房装置の取り替え
- 主電動機の軸受に中間給油
- 空気圧縮機のオイル交換
- 安全弁、速発ピン取替えなど

※上記に加え、特急車両では外板塗装、トイレ付き車両では汚物処理装置の解体検査を実施

#### 装置保全
走行距離120万キロメートル毎（概ね5 - 9年程度毎）に実施する。指定保全の内容に加え、台車を含めた車両全体の解体検査を行う。なお、従来は台車の解体検査について要部検査（走行距離60万キロメートル）毎に実施していたが、台車枠や車軸軸受などの走行装置類は120万キロメートル以上の機器寿命が確認されているため、車輪取り替え時期に合わせた装置保全時に実施する。主な内容は以下の通り。
- 台車枠の分解検査
- 車輪取り替え
- 車軸の探傷検査
- 主電動機の軸受グリース交換
- 基礎ブレーキの磨耗部品取り替え
- 一部電子機器の部品交換
- 空気圧縮機の空制弁類の分解検査

#### 車体保全
走行距離240万キロメートル毎（概ね10 - 18年程度）に実施する。指定保全・装置保全の内容に加え、機器寿命を迎える電子機器の取り替えや車体全体の大規模修繕などを施工して、車両としての機能を回復させる検査である。主な内容は以下の通り。
- 車体アコモ修繕
- 車軸軸受の交換
- 駆動装置軸受、CFRPたわみ板交換
- 主電動機軸受の交換、絶縁更新
- 電子機器の分解検査
- VVVF、SIV等の電子基板の交換
- 屋根の塗り直し

上述した車体保全の内容は2002年4月の新保全体系開始時に考慮されたものであるが、実際に施工する時期を迎えた車両（209系転用改造やE217系など）への施工にあたっては、機器内の電子基板単位の細かな更新ではなく、VVVFインバータ装置やSIV装置などの主要機器一式を取り換える機器更新工事が同時施工されることがある。

#### 検査周期延伸
JR東日本では、新系列車両の割合が増加したことや、電子機器の寿命期間を従来よりも正確に判別できるようになったこと、13 - 15年程度経年した車両に対して実施することを想定した車体保全の実施時期を、運用路線によっては10年程度で迎えてしまう車両が出てきてしまうことを受け、保全周期の見直しを計画していた。そこで2009年（平成21年）から2015年（平成27年）にかけて、テストカーを指定し、目標とする検査周期より10万キロメートル長く走行させ、検証が進められた。
テストカーの走行実績、部外の有識者の意見を踏まえ、2019年（令和元年）7月1日からE231系以降の一般形車両とE653系以降の特急形車両を対象に、下記の周期が適用されている。
- 指定保全：走行距離80万キロメートルを超えない期間ごとに実施
- 装置保全：走行距離160万キロメートルを超えない期間ごとに実施
- 車体保全：走行距離320万キロメートルを超えない期間ごとに実施

検査周期延伸の移行は、
- 新製後、（適用時期以前に）機器保全（指定保全・装置保全）を施行していない新車は、新製時点から新しい周期を適用
- その他の車両は、（適用時期以降の）最初の装置保全または車体保全まで従来の周期で実施し、それ以降は新しい周期を適用[注釈 10]

という方法で行われている。
検査周期延伸後も車両の品質を保つために、
- 開放型主電動機の軸受：走行距離120万キロメートルを超えない期間で主電動機回転子風穴の気吹き清掃を行い、走行距離240万キロメートルを超えない期間で軸受を交換
- 空気式戸閉装置：解体検査周期を車体保全から装置保全へ変更
- 台車枠：ブレーキテコ受溶接部、主電動機受溶接部の改修対象台車枠は、当該箇所の溶接部の探傷検査を走行距離160万キロメートルを超えない周期で実施

上記のように、電車整備標準（規程）及び台車枠検査マニュアルが一部変更されている。

#### 今後の新保全体系
今後、5～6年かけて対象車両の検査周期が順次延伸されていく。
主電動機の気吹き清掃を省略するため、研究開発センターで開放型の主電動機を密閉式に置き換える研究が行われている。

### JR東日本のモニタリング保全体系
JR東日本では、国内人口の減少によりメンテナンスに従事する人数の減少が見込まれる状況下で、メンテナンスの必要量を削減する必要が生じていた。また、近年の情報技術など汎用技術の進歩や車両の技術向上により、常時監視に近い頻度でのモニタリングによる劣化予測・状態基準保全が可能となった。これを受け、JR東日本では2018年（平成30年）6月1日からE235系以降の状態監視に対応した車両を対象にモニタリング保全体系を導入した。

#### 導入にあたって
JR東日本では、モニタリング保全体系の実現に向けて、車上での17機器、700項目、6000点のデータの蓄積と地上への送信が可能な状態監視に対応した車両としてE235系を導入した。E353系、GV-E400系、E7系は、データの蓄積のみ行う車両として導入したため、モニタリング保全体系の対象外である。

#### A保全/B保全
従来の機能保全（月/年）から、外観検査と最後の総合検査を除くほとんどの検査項目を運転中の機能確認に置き換えたものである。
前者は90日、後者は360日以内に実施する保全である。

#### C保全
従来の指定保全から、運転中の機能確認に置き換える検査項目を除いたものである。
走行距離60万キロメートル毎に実施する保全で、2019年7月1日からの検査周期延伸の対象である。

#### D保全
2025年度以降に実施する計画がある。
従来の装置保全・車体保全を統合の上、状態監視データの分析に基づく機器の寿命予測を検査内容に反映し、最適なタイミングでメンテナンスするものである。
走行距離120万キロメートル毎又は240万キロメートル毎に実施する。

#### 今後のモニタリング保全体系
状態監視データの分析に基づく寿命予測の方法が確立次第、状態監視データの分析に基づく機器の寿命予測を、検査内容や機器更新の時期・内容に反映し、最適なタイミングでのメンテナンスを目指す。さらに、新幹線についても、状態監視データの分析に基づく機器の寿命予測を目指す。

### JR西日本の新検査体系
JR西日本においても、207系以降に新製した「新世代電車」では、メンテナンス性が大幅に向上したが、それ以前に新製した「旧世代車両」と同様の検査を行っていた。しかし、2018年（平成30年）4月から207系以降の「新世代電車」を対象に、最適な検査周期で検査を行う「新検査体系」を導入している。

#### 機能保全
90日ごとに在姿状態で行う検査で、従来の交番検査に相当する。2021年度よりこの名称に変更した。

#### 距離保全
走行距離80万キロメートルごとに実施する検査で、台車やモーターなど走行距離によって劣化する部位を検査する。下記の期間保全とはそれぞれ独立して周期が管理されている。

#### 期間保全
120ヶ月（10年）ごとに実施する検査で、ゴム・パッキング類の部品を使用している機器など、使用期間によって劣化する部位を検査する。